# George Montgomery
George Montgomery (Brady, Montana, 29 de agosto de 1916 – Rancho Mirage, Califórnia, 12 de dezembro de 2000) foi um ator norte-americano, mais lembrado pelos muitos westerns de baixo orçamento que protagonizou, notadamente na década de 1950.

## Vida e carreira
George Montgomery foi o mais novo dos quinze filhos de uma família de imigrantes ucranianos, tendo crescido em uma fazenda. Estudou por algum tempo na Universidade de Montana, mas seu interesse pelo cinema logo o levou a tentar a sorte em Hollywood. Em 1935, enquanto seu país era açoitado pela Grande Depressão, conseguiu empregar-se como figurante e, nos anos seguintes, apareceu em diversos filmes, como faroestes B de Gene Autry e Roy Rogers, geralmente sem receber créditos. Foi também dublê de vários atores, inclusive John Wayne.
Em 1938, com o nome de George Letz, conseguiu papéis de maior destaque em dois seriados e um faroeste na Republic Pictures. Em seguida, foi contratado pela 20th Century Fox, que mudou seu nome artístico para George Montgomery. Ali apareceu como astro de pequenos dramas juvenis ou como coadjuvante em produções mais ambiciosas. Finalmente, em 1941, pôde estrelar seus dois primeiros westerns para o estúdio: Cavaleiros do Deserto (Riders of the Purple Sage) e O Último dos Duanes (Last of the Duanes).
Em 1943, com a carreira em ascensão mas com os EUA na Segunda Guerra Mundial, Montgomery decidiu alistar-se no Corpo de Sinalizadores do Exército, de onde saiu somente no fim do conflito, com o posto de sargento. Retomou, então, suas atividades na Fox, onde fez mais três filmes, um deles A Moeda Trágica (The Brasher Doubloon, 1947), onde personificou o detetive Philip Marlowe, famosa criação de Raymond Chandler. No entanto, os tempos eram outros, novos atores haviam surgido e a frequência ao cinema só fazia diminuir. Para manter os lucros, os estúdios demitiram muitos contratados e Montgomery foi um deles.
Interessado em trabalhos com madeira desde a infância, Montgomery passou a dedicar-se a uma fábrica de móveis, enquanto fazia os faroestes de médio orçamento que o tornaram conhecido e apreciado pelo público. Na década de 1950 trabalhou exaustivamente na Columbia Pictures, United Artists e Allied Artists, entre outros estúdios, em filmes como Aliança de Sangue (The Pathfinder, 1952), baseado em obra de James Fenimore Cooper, Era da Violência (Cripple Creek, 1952), Rio de Sangue (Battle of Rogue River, 1954) e O Melhor Gatilho (Toughest Gun in Tombstone, 1958). Mas não se limitou a esse gênero, estrelando também aventuras nas selvas, policiais e filmes de guerra: Huk, Legião de Terroristas (Huk!, 1956) e A Garra de Aço (The Steel Claw, 1961) são exemplos disso.
Entre 1958 e 1959, trabalhou nos vinte e seis episódios da série televisiva Cimarron City, fazendo o papel de xerife da cidade. Da década de 1960 em diante, atuou não só como ator, mas também como produtor, roteirista e diretor em muitos de seus filmes. Seu último western foi Gatilhos do Ódio (Hostile Guns, 1967), para a Paramount. Finalmente, em 1972, abandonou o cinema, dizendo que os roteiros que lhe eram oferecidos careciam de qualidade.
Montgomery preferiu dedicar-se às suas verdadeiras paixões: fabricação de móveis, pintura e escultura em bronze. Esculpiu, entre outros, Clint Eastwood, Ronald Reagan, John Wayne e Randolph Scott. Também projetou a estatueta correspondente ao Prêmio Ralph Morgan, patrocinado pela Screen Actor's Guild.
Casou-se apenas uma vez, em 5 de dezembro de 1943, com a cantora Dinah Shore, que lhe daria sua única filha, Melissa, em 1947. Os dois também adotaram outra criança, Jody, em 1954. Divorciaram-se em 1962, o que causou surpresa nos meios cinematográficos, em razão da longevidade do casamento. No ano seguinte, sofreu uma tentativa de assassinato por parte de sua empregada doméstica, que, alegadamente sofrendo de obsessão pelo ator, planejava matá-lo e suicidar-se em seguida. Ela falhou em ambos os propósitos.
Montgomery faleceu em decorrência de problemas cardíacos e teve seu corpo cremado e as cinzas enterradas em dois cemitérios diferentes, um próximo à sua residência, Forest Lawn Cemetery (Cathedral City), e outro próximo à sua cidade natal, Cemitério Highland, Great Falls, Condado de Cascade, Montana nos Estados Unidos.

## Filmografia
Todos os títulos em português referem-se a exibições no Brasil. Não estão listadas as películas em apareceu sem receber créditos.
| - 1938 O Guarda Vingador (The Lone Ranger); seriado - 1938 O Falcão da Floresta (Hawk of the Wilderness); seriado - 1939 A Grande Conquista (Man of Conquest) - 1939 Coração de Bandido (The Cisco Kid and the Lady) - 1940 Jennie (Jennie) - 1940 Estrela Luminosa (Star Dust) - 1940 Mocidade (Young People) - 1940 Um Drama no Ar (Chart Pilot) - 1941 Accent on Love - 1941 A Rainha dos Cadetes (Cadet Girl) - 1941 O Cowboy e a Loura (The Cowboy and the Blonde) - 1941 Cavaleiros do Deserto (Riders of the Purple Sage) - 1941 O Último dos Duanes (Last of the Duanes) - 1942 Paixão Oriental (China Girl) - 1942 Serenata Azul (Orchestra Wives) - 1942 Dez Cavalheiros de West Point (Ten Gentlemen from West Point) - 1942 Pernas Provocantes (Roxie Hart) - 1943 Turbilhão (Coney Island) - 1943 Noites Perigosas (Bomber's Moon) - 1946 Procuram-se Maridos (Three Little Girls in Blue) - 1947 A Moeda Trágica (The Brasher Doubloon) - 1947 A Filha da Foragida (Belle Starr's Daughter) - 1948 Lulu Belle (Lulu Belle) - 1948 A Garota de Nova Iorque (The Girl from Manhattan) - 1950 A Voz do Sangue (Davy Crockett, Indian Scout) - 1950 A Bela Lil (Dakota Lil) - 1950 Pista Cruenta (The Iroquois Trail) - 1951 O Manto da Morte (The Texas Rangers) - 1951 A Espada de Monte Cristo (The Sword of Monte Cristo) - 1952 Rebelião de Bravos (Indian Uprising) - 1952 Era da Violência (Cripple Creek) - 1952 Aliança de Sangue (The Pathfinder) - 1953 De Homem Para Homem (Gun Belt) | - 1953 Ticonderoga, Forte da Coragem (Fort Ti) - 1953 Alçapão Sangrento (Jack McCall, Desperado) - 1954 Ases do Gatilho (Masterson of Kansas) - 1954 Rio de Sangue (Battle of Rogue River) - 1954 Até o Último Tiro (Lone Gun) - 1955 Covil de Feras (Robbers' Roost) - 1955 A Mulher e os Índios (Seminole Uprising) - 1956 O Rio dos Homens Maus (Canyon River) - 1956 Huk, Legião de Terroristas (Huk!) - 1957 Bandoleiros de Durango (Gun Duel in Durango) - 1957 Ataque Sanguinário (Pawnee) - 1957 Oeste Selvagem (Black Patch) - 1957 Império de Balas (Last of the Badmen) - 1958 Duelo ao Amanhecer (Man from God's Country) - 1958 Rua dos Fracassados (Street of Sinners) - 1958 Watusi, Gigante Africano (Watusi) - 1958 Morte a Cada Passo (Badman's Country) - 1958 O Melhor Gatilho (Toughest Gun in Tombstone) - 1959 Fúria Negra (King of the Wild Stallions) - 1961 A Garra de Aço (The Steel Claw) - 1962 Samar, A Ilha do Desespero (Samar) - 1964 Guerillas in Pink Lace - 1964 From Hell to Borneo - 1965 Uma Batalha no Inferno (Battle of the Bulge) - 1965 O Pistoleiro do Rio Vermelho (El Proscrito del Río Colorado) - 1966 Geração Alucinada (Hallucination Generation) - 1967 Gatilhos do Ódio (Hostile Guns) - 1967 Missão Bomba 10:10 (Bomb at 10:10) - 1968 Warkill - 1969 Estranhos ao Amanhecer (Strangers at Sunrise) - 1970 Devil's Harvest - 1972 The Daredevil |